# Kallmora
Kallmora är en by i Orsa kommun och socken. Kallmora är belägen i Siljansringens sluttning med utsikt över de vida skogarna mot Orsa finnmark och Ore älv. Byn ligger 10 kilometer nordost om Orsa. Från 2015 avgränsar SCB här en småort.
Byn omfattade på 1910-talet över hundra gårdar. Byn är mest känd för att en stor mängd av stenbrott för orsasandsten ligger i byns närhet, bland andra Malungsgruvan. Vålgruvans slipstensbrott var i bruk in på 1900-talet. De flesta gårdar i byn hade en hackstuga där man satt och finhögg slipstenarna. En sådan  hackstuga finns fortfarande kvar på Manpersgården. En annan stuga från byn är flyttad till Skansen.

## Historia
Den unika sandstenen i Orsa började brytas för tusen år sedan. I en dombok från 1546 framgår att tre bönder ålagts att i böter betala en slipsten var. Varje hemmansägare hade rätt att framställa slipstenar. Under 1700-talet var 35 gruvor i bruk.
Men slipdammet var livsfarligt. Carl von Linné passerade Kallmora och konstaterade:
| ”                              | De som söka sitt uppehälle genom slipstenshantering hinna sällan bli över 30 år. Ty stenmjölet kommer in i lungorna, via luftrören. Det vidfästes av slam och av värmen bakas tillsamman till anhopningar. Härav dömer man folket. Notabelt är att deras hustrur och barn är fria från lungsoten. | „ |
| – Carl von Linné, 6 juli 1734. | |   |

Fredshamnars bruk vid älven hade bland annat spiksmedja. I början av 1900-talet fanns postkontor, frikyrka, två skolor, småföretag och bondgårdar med mjölkkor. I Mässbacken fanns affär, biograf och taxi.

## Samhället
Kallmora by ligger högt och sluttar ner mot Oreälven. I norr ligger Fredshammars herrgård och Mässbacken, som förr var station på Järnvägslinjen Bollnäs-Orsa. Stationshuset är numera privat bostad.

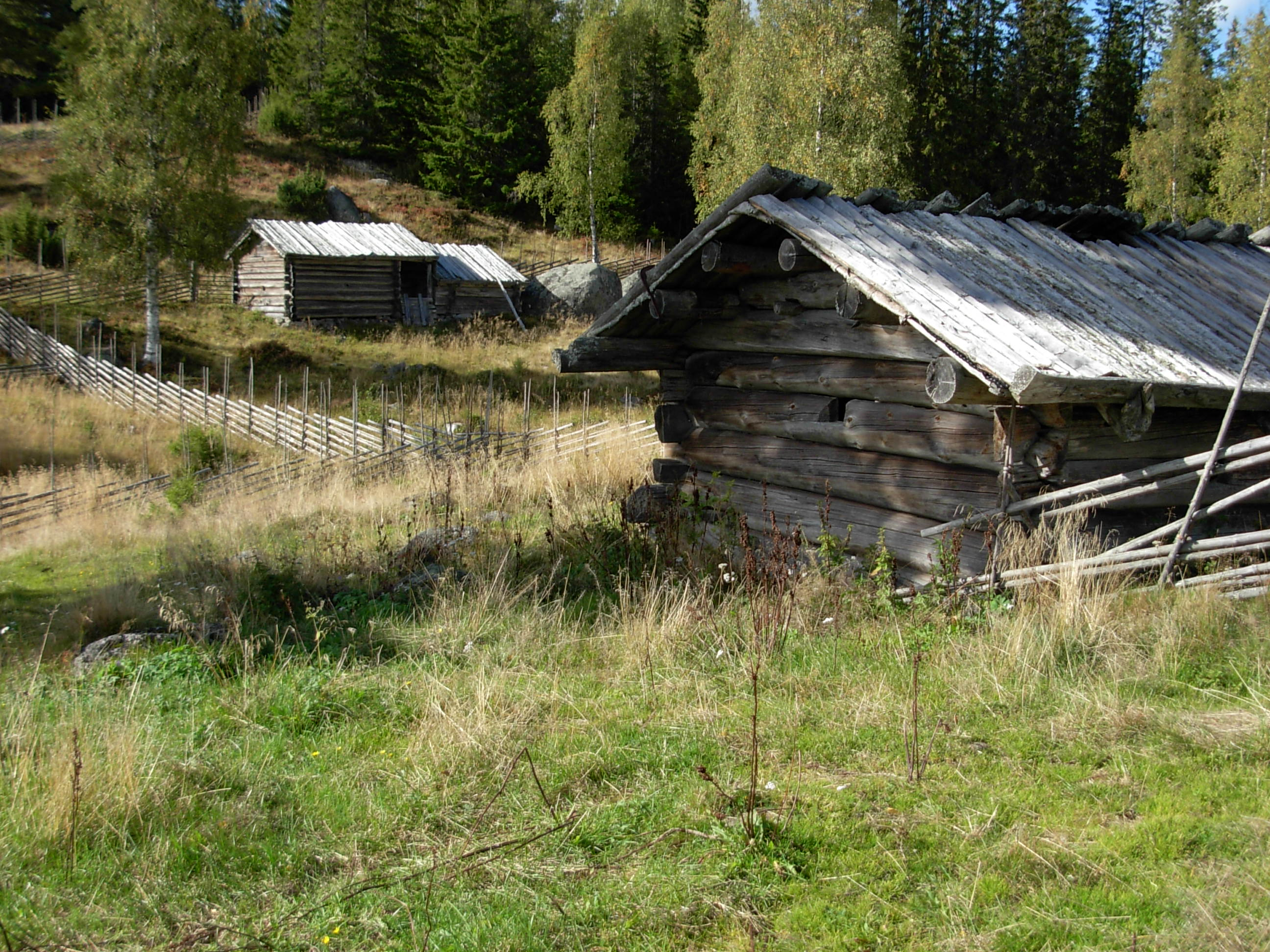
Ärteråsens fäbodar

Mitt i byn ligger Bystugan som var skolkök på den tiden då folkskolan fanns. Längre upp mot söder ligger Betelkapellet. Söder om Mässbacken ligger Wärdshuset slipstenen som öppnade 2006.
Till Kallmora by hörde fäbodarna Ången, Ödarv och Koppången, där byns kvinnor levde på sommaren, medan deras djur var på skogsbete.
Cirka 110 personer i omkring 70 hushåll är fastboende i Kallmora.

## Föreningar
Det finns flera aktiva föreningar i Kallmora och deras samlingsplats är för det mesta i Bystugan:
- Kallmora Bysamfällighet
- Kallmora Byförening
- Kallmora Jaktvårdsområde
- Kallmora Sågförening
- Grannsamverkan Kallmora
- Orsa Slipstensförening
- Orsa-Skattunge Hembygdsförening[14]